# گلاید (اورگن)
گلاید (به انگلیسی: Glide) یک منطقهٔ مسکونی در ایالات متحده آمریکا است که در شهرستان داگلاس، اورگن واقع شده‌است. گلاید ۲۶٫۳ کیلومتر مربع مساحت و ۱٬۷۹۵ نفر جمعیت دارد و ۲۱۰ متر بالاتر از سطح دریا واقع شده‌است.